# Gunung Dempo
Gunung Dempo is een bestuurslaag in het regentschap Pagar Alam van de provincie Zuid-Sumatra, Indonesië. Gunung Dempo telt 2396 inwoners (volkstelling 2010).